# Notropis chrosomus
Méné arc-en-ciel
Espèce
Statut de conservation UICN

 LC : Préoccupation mineure
Notropis chrosomus, le Méné arc-en-ciel, est une espèce de poissons actinoptérygiens de la famille des Leuciscidae.

## Répartition

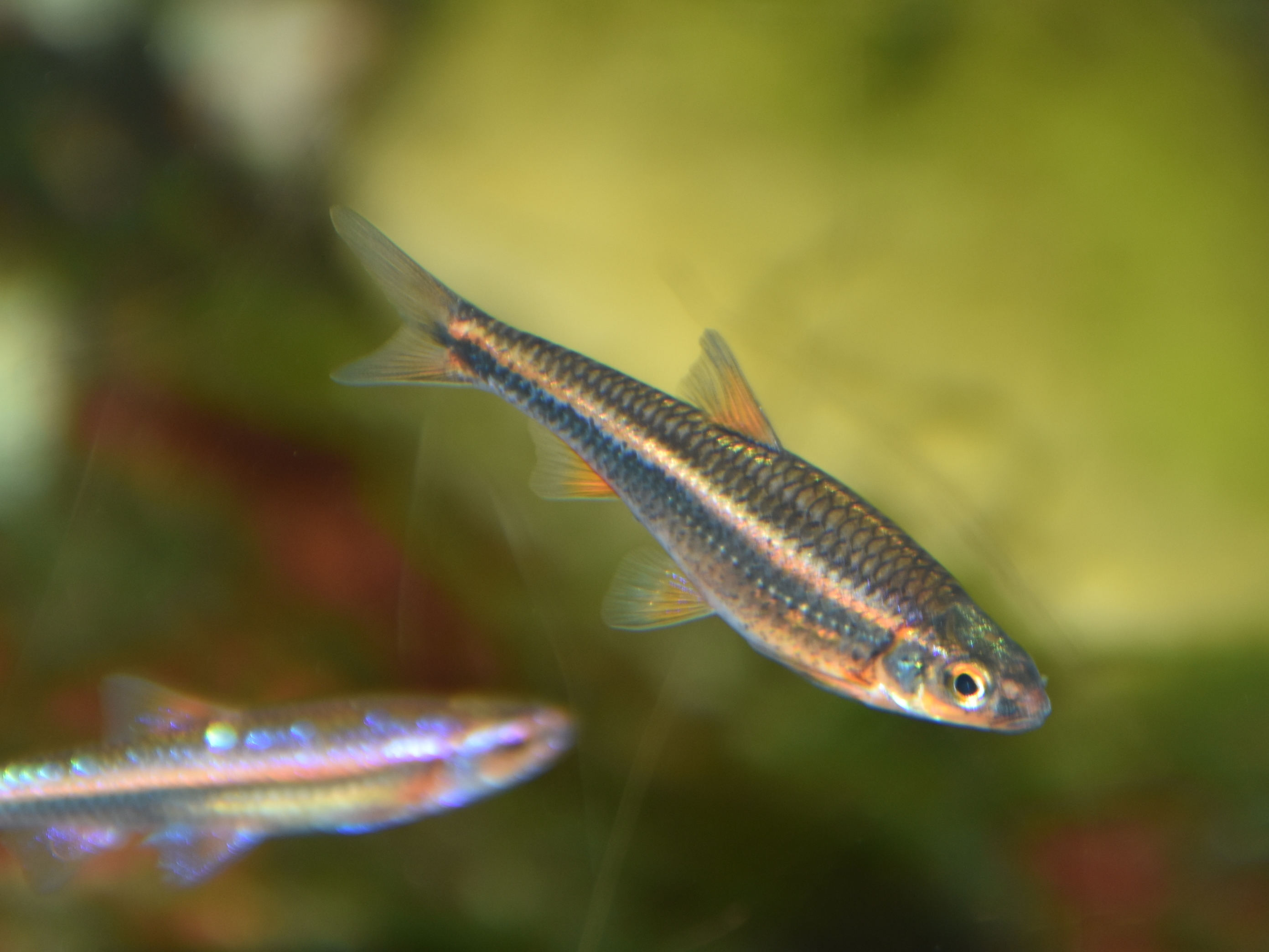
Deux spécimens au zoo de Cologne, en Allemagne.

Ce poisson d'eau douce est endémique du Sud-Est des États-Unis. Il est présent dans les bassins de l'Alabama, de la Cahaba, de la Coosa et du cour supérieur de la Black Warrior, qui sont des cours d'eau partagés entre les États de l'Alabama, de la Géorgie et du Tennessee.

## Description
Ce méné mesure en moyenne 5 cm en longueur totale (TL) et peut atteindre 8,1 cm (TL).

## Le Méné arc-en-ciel et l'Homme
Le Méné arc-en-ciel est considéré comme une « espèce de préoccupation mineure » (LC) par la liste rouge de l'UICN.
Il s'agit d'un poisson de bassin populaire, pouvant tolérer une eau froide (en) dans les latitudes tempérées,.

## Taxonomie

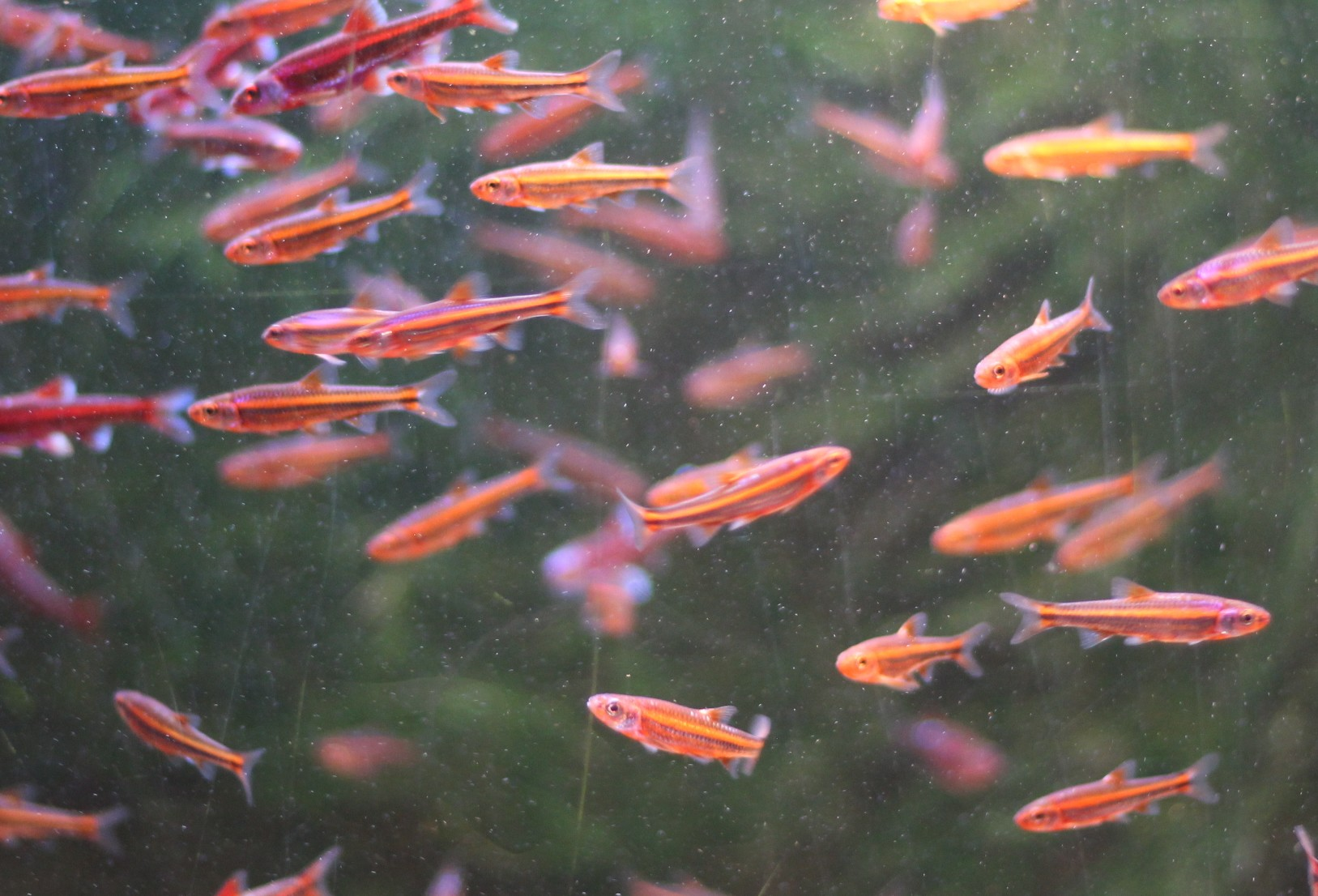
Un banc au jardin zoologique de Wrocław, en Pologne.

L'espèce a été décrite en 1877 par le naturaliste américain David Starr Jordan. Avant d'être classée dans le genre Notropis, elle a été initialement placée dans le genre Hydrophlox, sous le protonyme Hydrophlox chrosomus Jordan, 1877.
Les noms vernaculaires attestés en français sont « Méné arc-en-ciel », « Cyprin arc-en-ciel » et « Vairon arc-en-ciel ».

### Étymologie
L'épithète spécifique chrosomus, dérivée du grec χρῶμα / chrṓma (« peau » ou « couleur ») et σῶμα / sṓma sṓma (« corps »), fait référence à l'écaillure richement colorée (en) des mâles en période de reproduction,.

### Publication originale
- (en) David Starr Jordan, Contributions to North American Ichthyology, Washington, D.C., Bulletin of the United States National Museum, no 10, 1877, 237 p. (lire en ligne) (protologue).